# Rooster (nummer)
"Rooster" is een nummer van de Amerikaanse band Alice in Chains. Het nummer verscheen op hun studioalbum Dirt uit 1992. Op 22 februari 1993 werd het nummer uitgebracht als de vierde single van het album.

## Achtergrond
"Rooster" is geschreven door gitarist en achtergrondzanger Jerry Cantrell en geproduceerd door Dave Jerden. Cantrell schreef het nummer voor zijn vader, Jerry Cantrell sr., die tijdens de Vietnamoorlog voor het Amerikaanse leger vocht. Cantrell sr. kreeg de bijnaam "Rooster" (haan) van zijn overgrootvader, vanwege zijn houding en zijn haar, dat er vaak uitzag als een hanenkam. Cantrell schreef het nummer aan het begin van 1991 toen hij bij Chris Cornell en zijn vrouw in Seattle woonde. 's Avonds laat dacht hij vaak aan zijn vader en de slechte herinneringen die hij overhield uit zijn tijd in Vietnam, die er uiteindelijk voor zorgden dat zijn familie uit elkaar viel. Cantrell schreef de tekst vanuit het oogpunt van zijn vader.
In 1999 vertelde Cantrell in de albumnotities van de Alice in Chains-box set Music Banks over "Rooster": "Het was het begin van het genezingsproces tussen mijn vader en ik na alle schade die 'Vietnam' had veroorzaakt. Dit was mijn waarneming van zijn ervaringen daar. De eerste keer dat ik hem erover hoorde praten, was toen we de videoclip voor het nummer maakten en hij een interview van 45 minuten gaf aan Mark Pellington, en ik was verbaasd dat hij dat deed. Hij was kalm erover, accepteerde het en vond het leuk om te doen. Hij kreeg er zelfs tranen in zijn ogen van. Hij zei dat het een vreemde en trieste ervaring was en hoopte dat niemand anders het mee hoefde te maken."
In 2006 vertelde Cantrell in een interview over "Rooster": "Die ervaring in Vietnam veranderde hem voor altijd, en het had zeker een effect op onze familie, dus volgens mij was het ook een bepalend moment in mijn leven. Hij verliet ons niet, wij verlieten hem. Het was een omgeving die voor niemand goed was, dus we gingen bij onze oma in Washington wonen, en dat is waar ik naar school ben gegaan. Mijn vader was niet vaak bij ons, maar ik begon in die tijd veel aan hem te denken. Ik koesterde zeker wrok, net zoals elk jong persoon doet in een situatie waar een ouder er niet is of een familie uit elkaar is. Maar op "Rooster" probeerde ik te denken aan zijn kant van het verhaal - waar hij doorheen moet zijn gegaan. Eerlijk gezegd was het niet mijn bedoeling om dat te doen; het kwam er gewoon uit. Maar dat is het geweldige aan muziek - soms kan het dieper gaan dan je ooit zou gaan in een gesprek met iemand. Het is een ontmoeting waarin je dieper graaft. Het voelde als een grote prestatie voor mij als jonge schrijver. Toen ik het voor het eerst voor mijn vader speelde, vroeg ik hem of ik in de buurt zat van waar hij emotioneel of mentaal was in die situatie. En hij zei: 'Je kwam te dichtbij - je sloeg de spijker op zijn kop'. Het betekende veel voor hem dat ik het schreef. Het bracht ons dichter bij elkaar. Het was goed voor mij, en op de lange termijn ook voor hem."

## Successen
"Rooster" werd in februari 1993 als single uitgebracht, maar wist wereldwijd niet de grote hitlijsten te halen. In de Verenigde Staten kwam het wel tot de zevende plaats in de Mainstream Rock Tracks-lijst. In Nederland kwam het nummer in 2016 voor het eerst in de Radio 2 Top 2000 terecht, waarin het op plaats 1492 direct de hoogste notering behaalde. Tijdens liveoptredens van Alice in Chains brengt Cantrell regelmatig zijn vader op het podium.

## Videoclip
In de videoclip van "Rooster" zijn echte beelden uit documentaires en nieuwsberichten over de Vietnamoorlog te zien, samengevoegd met realistische, grafische beelden van vechtscènes tijdens deze oorlog. Deze beelden zijn in januari 1993 opgenomen in het Angeles National Forest. Cantrell sr. was een adviseur tijdens de opnames van de clip, aangezien de interpretatie van Cantrell jr. over de oorlogsbelevenis van zijn vader te zien is. De videoclip werd oorspronkelijk door MTV in de ban gedaan vanwege de grafische beelden, maar nadat Cantrell jr. klaagde over de hypocrisie van de zender - videoclips uit het gangstarapgenre, waarin geweld en moord worden getoond en zelfs geprezen, werden immers wel uitgezonden - was de clip wel te zien op de zender.

## NPO Radio 2 Top 2000
| Nummer met noteringen in de NPO Radio 2 Top 2000 | '16  | '17  | '18  | '19  | '20  | '21  | '22  | '23  | '24  |
| ------------------------------------------------ | ---- | ---- | ---- | ---- | ---- | ---- | ---- | ---- | ---- |
| Rooster                                          | 1492 | 1550 | 1692 | 1769 | 1863 | 1604 | 1525 | 1536 | 1269 |

1. ↑  Een vetgedrukt getal geeft de hoogste notering aan.
2. ↑  2016 was het eerste jaar met een notering voor dit nummer.